# Los Pinets (la Palma d'Ebre)
Los Pinets és una muntanya de 327 metres que es troba al municipi de la Palma d'Ebre, a la comarca catalana de la Ribera d'Ebre.